# سازمان بازیافت و ایمنی هسته‌ای
سازمان بازیافت و ایمنی هسته‌ای (فنلاندی: Säteilyturvakeskus) که اغلب به عنوان مخفف STUK نیز شناخته می‌شود، یک سازمان دولتی است که وظیفه آن ایمنی هسته‌ای و مانیتورینگ تشعشع در فنلاند است. این آژانس بخشی از وزارت امور اجتماعی و بهداشت است. هنگامی که STUK در سال ۱۹۵۸ تأسیس شد، برای اولین بار موظف شد از تجهیزات دارای تشعشع مورد استفاده در بیمارستان‌ها بازرسی کند.
این سازمان همچنین یک سازمان علمی پژوهشی و آموزشی است که در زمینه ماهیت، تأثیرات و اثرات مضر بازیافت تحقیق می‌کند. آژانس در سال ۲۰۱۳ حدود ۳۵۰ نفر کارمند داشت و توسط ترو واریورانتا مدیریت می‌شد.
این سازمان در همکاری با اتحادیه اروپا و دیگر کشورهای نزدیک، و همچنین با آژانس بین‌المللی انرژی اتمی سازمان ملل (IAEA) همراه با کمیسیون بین‌المللی حفاظت رادیولوژی همکاری می‌کند (ICRP).

## رئیس
رئیس ادارهٔ ایمنی هسته ای یوکا لاکسونن در سالهای ۱۹۹۷–۲۰۱۲، ترو واریورانتا در سال ۲۰۱۳، و در حال حاضر پتری تیپانا است.
ترو واریورانتا به عنوان ناظر اصلی جدید سازمان ملل متحد در سال ۲۰۱۳ معرفی شد. وی در ۱۱ مه ۲۰۱۸ بطور ناگهانی از این سمت استعفا داد.
رئیس ادارهٔ ایمنی هسته ای، یوکا لاکسونن، بلافاصله پس از بازنشستگی روساتوم معاون رئیس بخش خارجی به این سمت گمارده شد. این موضوع مورد انتقاد قرار گرفت اما بنا به گزارش رسانه‌ها هیچ فرمانی برای جلوگیری از آن وجود نداشت. در فوریه ۲۰۱۳ او بیانیه‌هایی را در مورد نیروگاه هسته ای بالقوه فنووئیما در پایهایوکی صادر کرد. پروژه نیروگاه هسته ای فنووئیما یک پروژه مورد مناقشه است. هیدی هاوتلا در ماه فوریه ۲۰۱۳ درخواست جدیدی را برای مجلس ارائه کرد زیرا EOn مشارکت خود را با ۳۴ درصد مالکیت لغو کرد.